# Floda finnmark
Floda finnmark är ett finnskogsområde i Floda socken i Övre Dalarna i sydvästra delen av Gagnefs kommun. I finnmarken återfinns byar och torp som Flen, Lövsjön, Åsfallet, Bastuberget, Håvån, Gräsån, Däljfallet och Västerfallet. Floda finnmark gränsar till Grangärde finnmark.

## Historik
Den första bosättningen i Floda finnmark anlades sannolikt kring sekelskiftet 1600. Möjligtvis skedde utflyttning av finnar från Gänsenområdet på Grangärde finnmark. Gänsen är belagd sedan 1621/22 enligt ett kungabrev och är en av Grangärde sockens första finnbosättningar. Lauri Rikkinen (Lasse Knutsson) fick ett års skattefrihet för att återuppta ett torp beläget mellan Grangärde och Floda socken.
Skogsfinnar kunde mot sex års skattefrihet bosätta sig för att uppodla ödemarken. De bedrev så kallat svedjebruk, de brände skog och odlade i askan, i de vidsträckta skogarna som tidigare varit obebodda. Snart blev det konkurrens om skogen med det expanderande bergsbruket som behövde ved för produktion av träkol. Finnarna blev allt mer beroende av bruken för sin utkomst. Utan de arbetstillfällen som gruvor och bruk gav, skulle finnmarken inte kunnat ha så stor befolkning som den ändå hade på 1800-talet.

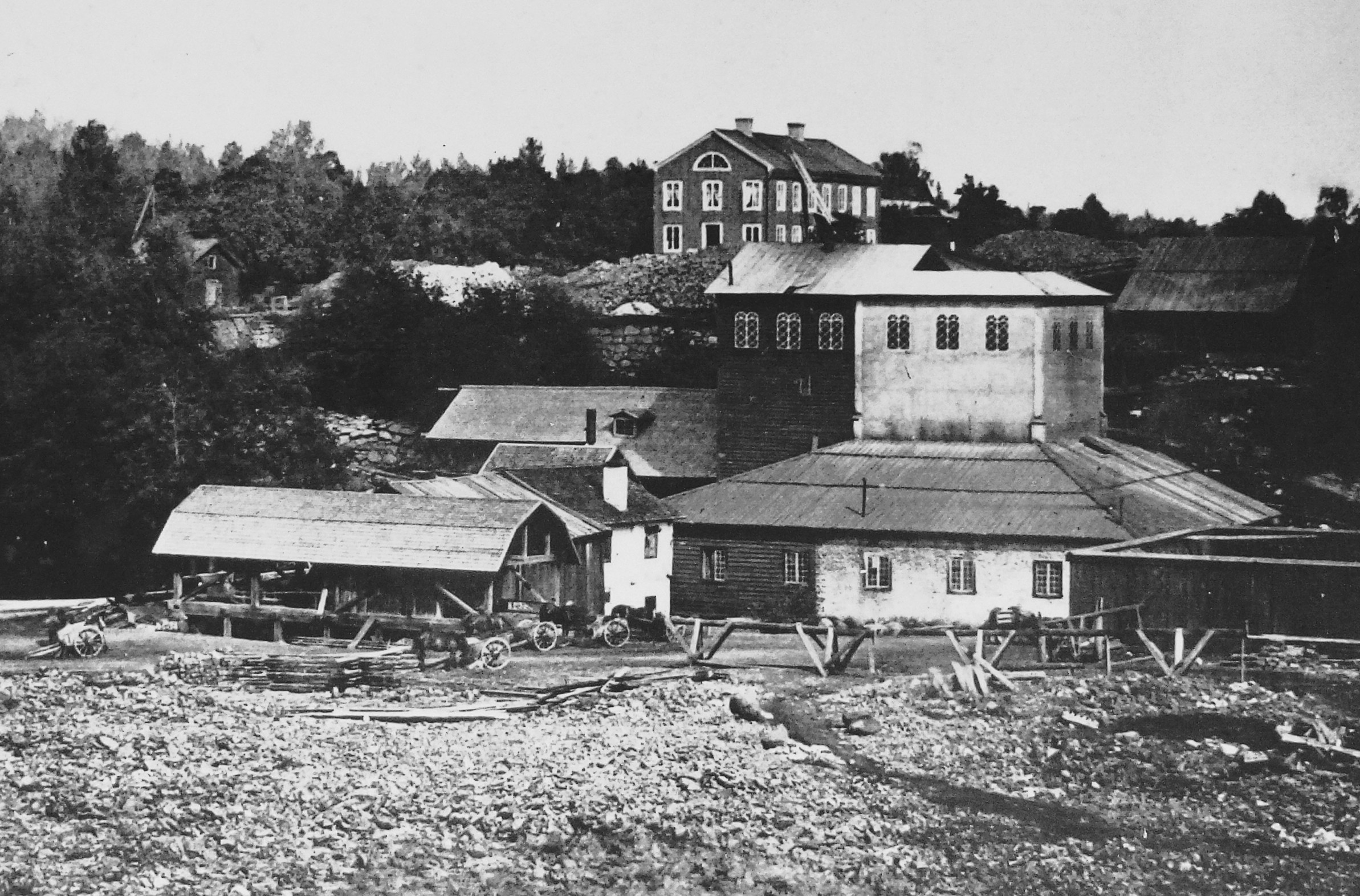
Lövsjö bruk, herrgården i bakgrunden, 1900.

Den äldsta byn på Floda finnmark är Flen. I mantalslängderna nämns en Tommas finne i Flene 1647 och Cornelius i Fleneberget 1652. Cornelius nämns utan ortsangivelse i mantalslängderna 1649-1651. 1654 fanns i Flen två finnar, Cornelius Jönsson och Göran Tomasson. Byn består idag av spridda gårdar och centralt i byn ligger en skolbyggnad från 1800-talet. 2022 hade Flen nio invånare.
Lövsjön grundades av skogsfinnar i slutet av 1600-talet. 1684 fick finnen Mats Clementsson häradsrättens tillstånd att anlägga en bosättning på platsen och 1692 skattlades Clementssons hemman. Troligen började redan den ursprungliga finnbefolkningen med järntillverkning i trakten. Där fanns tillgång till rinnande vatten från Gräsån för att driva masugnens blåsbälg och skog för tillverkningen av den för järnsmältningen viktiga träkolen. Lövsjön förvärvades år 1804 av brukspatronen A.F. Rosenberg (på sin tid Sveriges främste krutproducent) på Klosters bruk i Husby socken. Lövsjö bruk var i drift från 1805 till 1895. Masugnen nedblåstes 1895 och 1913 revs den.
Bastuberget är en annan by på finnmarken bestående av fyra gårdar. Åsfallet är ett äldre torp med tre byggnader.